# Kamille (catch)
Kailey Dawn Latimer, dite Kailey Dawn Farmer (née le 24 octobre 1992 à Durham (Caroline du Nord)) est une ancienne joueuse de softball et de football américain, professeure de bodybuilding et une catcheuse (lutteuse professionnelle) américaine. Elle travaille actuellement à la All Elite Wrestling, sous le nom de Kamille.

## Carrière de catcheuse

### Circuit Indépendant (2017-2020)
Le 19 mai 2017 à PPW Diamond Division Pro Wrestling de la Platinum Pro Wrestling, elle fait ses débuts en tant que Heel, sous le nom de Kamilla Kaine, dispute son premier match, devient la première championne Starlight Division Diamonds en battant Alyssa Sky, Dynamite DiDi, Hawlee Layne, Lea Nox, Lindsay Snow, Red Velvett et Roxy Rouge dans un 7-Women Battle Royal et remporte le premier titre de sa carrière.
Le 9 juillet à AWE Left Eye Burns The House de l'Atlanta Wrestling Entertainment, l'équipe PK, dont elle fait partie avec Kiera Hogan et Priscilla Kelly, perd face à Aria Blake, Isla Dawn et Su Ying dans un 6-Women Tag Team match. Le 6 août à ACW Retribution 2017 de l'American Combat Wrestling, elle bat Natalia Markova. Le 16 septembre à ACW Don't Trust Anyone! 2017 de la même fédération, elle bat Lea Nox.
Le 28 octobre à ACW Hallowreckoning, elle ne remporte pas le titre féminin d'ACW vacant, battue par Salina de la Renta.
Le 17 mars 2018 à PPW St. Patrick's Day Slamboree de la Platinum Pro Wrestling, elle ne conserve pas sa ceinture, battue par Dynamite DiDi dans un 3-Way match qui inclut également Amber Nova, ce qui met fin à un règne de 302 jours.
Le 15 septembre 2020 à UWN Primetime Live #1 de la United Wrestling Network, elle change de nom pour Kamille et bat Heather Monroe.

### National Wrestling Alliance (2018-2023)
Le 21 octobre à NWA 70th Anniversary Show, elle fait ses débuts à la National Wrestling Alliance, accompagne Nick Aldis en tant que valet et assiste à sa victoire sur Cody dans un 2 Out of 3 Falls match pour le titre mondial poids-lourds.
Le 12 mai 2020 à NWA Powerrr, elle dispute son premier match et bat Madi Maxx.
Le 21 mars 2021 à NWA Back For The Attack, elle bat Thunder Rosa et devient aspirante no 1 au titre féminin.
Le 6 juin à NWA When Our Shadows Fall, elle devient la nouvelle championne du monde en battant Serena Deeb, remporte le titre pour la première fois de sa carrière et son second titre personnel.
Le 28 août à NWA EmPowerrr, elle conserve son titre en battant Leyla Hirsch. Le lendemain à NWA 73th Anniversary Show, elle conserve son titre en battant Chelsea Green.
Le 4 décembre à NWA Hard Times 2, elle conserve son titre en battant Melina.
Le 20 mars 2022 à NWA Crockett Cup, elle conserve son titre en rebattant Chelsea Green et en battant Kylie Rae dans un 3-Way match.
Le 11 juin à NWA Alwayz Ready, elle conserve son titre en battant KiLynn King.
Le 27 août à NWA 74th Anniversary Show, elle conserve son titre en battant Taya Valkyrie.
Le 12 novembre à NWA Hard Times 3, elle conserve son titre en rebattant la catcheuse canadienne et KiLynn King dans un 3-Way match.
Le 11 février 2023 à NWA Nuff Said, elle conserve son titre en battant Angelina Love dans un No Disqualification match.
Le 7 avril à NWA 312, elle conserve son titre en battant La Rosa Negra.
Le 4 juin à NWA Crockett Cup, elle conserve son titre en rebattant Natalia Markova.
Le 26 août à NWA 75th Anniversary Show, elle conserve son titre en rebattant sa même adversaire dans un No Limits match. Le lendemain, elle ne conserve pas sa ceinture, battue par Kenzie Paige.
Le 31 décembre, elle quitte officiellement la compagnie.

### All Elite Wrestling (2024-...)
Le 30 avril 2024, il est révélé qu'elle a signé officiellement avec la All Elite Wrestling depuis février.
Le 24 juillet à Dynamite: Blood & Guts, elle fait ses débuts dans la compagnie, où elle attaque Dr Britt Baker D.M.D et s'allie officiellement avec Mercedes Moné. La semaine suivante à Dynamite, elle dispute son premier match et bat Brittany Jade.
Le 27 novembre à Thanksgiving Eve Dynamite, elle effectue le premier Face Turn de sa carrière et met officiellement fin à son alliance avec The CEO.

## Palmarès
- National Wrestling Alliance
  - 1 fois championne du monde de la NWA
- Platinum Pro Wrestling
  - 1 fois championne Starlight Division Diamonds

## Vie privée
Elle est actuellement en couple et mariée avec le catcheur indépendant, Thom Latimer.